# Prostitution masculine
La prostitution masculine est l'offre rémunérée de services d'ordre sexuel par un homme. L'orientation sexuelle de la clientèle ne correspond pas nécessairement à l'orientation sexuelle du pourvoyeur de ce service rémunéré,. La prostitution masculine est moins étudiée que la prostitution féminine. Les recherches menées suggèrent néanmoins que le comportement des travailleurs du sexe dans le cadre de leur travail est essentiellement différent de celui du genre ou du sexe opposé et nécessite d'être approfondi.

## Prostitution masculine à travers le temps et les différentes cultures
La prostitution masculine existe dans toutes les civilisations avancées.

### Europe
La pratique de vendre des faveurs sexuelles à l'intérieur de lieux saints, encore appelée prostitution sacrée, est retrouvée dans l'Ancien Testament.
Dans la Grèce antique, les prostitués étaient habituellement des esclaves car un Grec perdait ses droits civiques en se prostituant. On retrouve des descriptions de lupanars destinés aux hommes aussi bien dans les écrits concernant la Grèce antique que dans ceux de la Rome antique. La prostitution masculine était alors dévolue aux habitants considérés comme socialement « inférieurs » (esclaves, enfants).

### Pays arabes
Dans le monde arabe préislamique, elle était tolérée. Elle se poursuivit jusqu'à l'époque médiévale, mais l'islamisation intense contribua à sa suppression. Elle demeure très rare à notre époque,.

### Amérique
Si l'on se réfère aux enregistrements de tribunaux ainsi qu'aux rapports des brigades des mœurs, la prostitution masculine apparaît en Amérique dès la fin des années 1600 avec l'expansion de zones urbaines et la formation de communautés homosexuelles. Vers la fin du XIXe siècle, la prostitution masculine devient plus apparente avec la prolifération de bains, de lupanars comme le Paresis Hall situé dans le secteur de Bowery à New York et des bars au sein desquels des « fairies » sollicitent des hommes pour avoir des rapports sexuels avec eux et reçoivent une commission pour vendre des boissons.

### Différentes dénominations des prostitués dans l'Antiquité
- Bacchá : désignait, dans les contrées d'Asie centrale parlant turc, un artiste adolescent entre douze et seize ans pratiquant des danses suggestives tout en chantant des chansons érotiques (cf. bacha bazi), et était également appliqué à un travailleur du sexe.
- Hijra : désignait, dans le sous-continent indien, un individu physiquement de sexe masculin ou intersexué qui accepte de se prostituer.
- Kagema — jeune prostitué japonais de l'ère Edo dont les clients étaient surtout des hommes adultes.

### Différentes dénominations des prostitués modernes
- beach-boys ou playboy[7] ;
- dragueurs ou bezness en Tunisie[7] ;
- Jineterismo (Jinetero), littéralement « jockey » (c'est-à-dire une personne qui « promène » les touristes comme le cheval promène son cavalier). Ce terme est utilisé pour désigner un prostitué cubain (les prostituées étant appelées des jinetera pour les filles)[8] ;
- sanky-panky ou buggaron — désigne un travailleur du sexe en République dominicaine, parfois étendu aux Caraïbes, qui recrute sur les plages des clients des deux sexes[9],[10] ;
- antiquaires et businessmen au Sénégal[11],[12] ou encore bumsters dans la région touristique de Sénégambie[13].

## Prostitution à l'époque contemporaine

### Lieux de rencontre
Clients et prostitués peuvent se rencontrer de plusieurs manières. Les travailleurs du sexe sont fréquemment baptisés du nom de l'endroit où ils trouvent leur(s) client(s). Les prostitués qui travaillent sur la voie publique, les bains publics ou les parkings sont appelés dans les pays anglo-saxons des hustlers. Aux États-Unis, les mêmes hommes qui travaillent dans les bars ont le nom de bar hustlers, go-go boys s'ils ne dansent pas sur une scène ou « danseurs exotiques » dans le cas contraire. Ces mêmes termes s'adressent aux stripteaseurs. Aux États-Unis, les prostitués qui font de la publicité par l'intermédiaire de la presse ou par Internet, sont des escort, des « massage/masseurs » ou des rent boys. Parmi ces derniers, il faut distinguer les escorts indépendants et ceux faisant partie d'une agence. Le nombre de prostitués sur la voie publique (hustlers) a beaucoup diminué avec le racolage par Internet mais la nécessité pour les sans-abri et les nécessiteux d'avoir rapidement de l'argent liquide perpétue la fréquentation de la rue.

### Internet
Les prostitués ont tendance à se promouvoir par eux-mêmes sur les sites spécialisés ou, à la rigueur, de s'en remettre à une agence. Dans le premier cas, ils s'acquittent d'une redevance mensuelle pour se faire valoir avec photo(s), texte et comment les contacter. Ces redevances sont comprises entre 30 US$ (22 €) et 300 US$ (225 €) mensuels. Le client contacte directement le travailleur du sexe qui conserve alors la totalité de ses gains. Dans le cas d'une agence, celle-ci assure la maintenance d'une liste de prostitués sur Internet. Le client contacte l'agence qui se charge de lui envoyer un prostitué à une date, une heure et un lieu convenus. Le prostitué reverse un pourcentage (habituellement 25 à 33 %) de ses gains à l'agence mais garde pour lui la totalité des gratifications qu'il reçoit. La plupart des agences ont, avec le postulant, une entrevue au cours de laquelle il sera examiné et des portraits réalisés. Au terme de l'entrevue, un dossier sera diffusé sur Internet avec photo et texte contenant le profil du travailleur du sexe ainsi que des détails qu'il aura fourni. Il n'est pas exceptionnel qu'un même individu travaille pour plusieurs agences simultanément afin de ne pas avoir de temps mort et s'assurer un maximum de revenus.
Parfois, un prostitué occasionnel, tentera de trouver des clients grâce à des messages qu'il laisse sur des chats Internet m4m (male for male). Par ignorance du marché ou par besoin urgent d'argent, il propose ses services à un prix inférieur à celui du marché. Il est également récalcitrant pour laisser son portrait sur la Toile et est plus restrictif sur les services offerts (beaucoup n'embrassent pas et ne pratiquent pas la sodomie). Il emploiera un langage ésotérique comme « à la recherche d'un homme généreux » ou, aux US $eeks help (cherche aide en dollars).

### Encarts dans la presse
Contrairement à la France, la plupart des grandes villes américaines, hollandaises ou allemandes publient des journaux ou revues hebdomadaires destinées à la communauté homosexuelle. Les prostitués proposent volontiers leurs services au recto de ces publications.[réf. nécessaire]

### Voie publique, bars et clubs
Le prostitué peut racoler sur la voie publique (par exemple Times Square à New York avant les années 1990, Santa Monica Boulevard à Los Angeles, La rue Ste-Catherine Est dans le quartier Centre-Sud à Montréal, Le Mur à Sydney, la porte Dauphine à Paris, Polk Gulch à San Francisco, Taksim Square à Istanbul, Lapangan Banteng Square à Jakarta, etc.), dans un dépôt d'autobus, un espace vert, un « bar » (comme l'ex-Rounds de New York, Numbers de Los Angeles), un go-go bar en Thaïlande et aux Philippines ou un dancing.
La plupart des grandes villes possèdent des lieux dévolus à la prostitution (masculine ou féminine) où les clients circulent en voiture (Bois de Boulogne à Paris). Le nom de ces emplacements varie avec la ville et sont potentiellement dangereux à la fois pour les prostitués et les clients potentiels jusqu'à ce que des riverains s'aperçoivent de ce qui se passe et préviennent la police… Des bandes homophobes de prédateurs sexuels peuvent molester des prostitués dans ces zones. En tout état de cause, le danger peut être une partie de l'attrait qu'exercent ces lieux de maraude[réf. nécessaire].
La frontière entre prostitution et autres services sexuels est parfois ténue. Par exemple les hommes travaillant dans les « clubs d'invités » sont payés pour discuter et tenir compagnie à la gent féminine mais sans liaison d'ordre sexuelle.

### Bains publics et clubs de sexe
Les hustlers peuvent vouloir travailler dans des bains publics réservés aux hommes appelés sex clubs aux États-Unis ou sauna au Canada. Cependant, la prostitution y étant formellement prohibée, ces prostitués en sont souvent exclus.

### Lupanars
Un prostitué peut également travailler dans un lupanar réservé aux individus de sexe masculin. Ce fait est fréquent au Sud-Est asiatique (Thaïlande, Malaisie) mais peut se trouver dans d'autres pays y compris certains pays occidentaux (on appelle ces maisons des « stables » aux États-Unis). Les proxénètes sont relativement rares dans la prostitution masculine où la plupart des prostitués travaillent pour leur compte ou bien font partie d'agences.
Au mois de novembre 2005, la proxénète Heidi Fleiss a annoncé qu'elle avait l'intention de s'associer avec Joe Richard, propriétaire du lupanar Cherry Patch Ranch situé à Crystal (Nevada), pour convertir le lupanar dans un établissement avec des prostitués pour une clientèle féminine, mais en 2009, elle a annoncé qu'elle a abandonné ce plan.

### Tourisme sexuel
Le tourisme sexuel axé sur la prostitution masculine intéresse surtout une clientèle féminine à l'exception de la Thaïlande. Les femmes souhaitant s'adonner au tourisme sexuel peuvent être amenées à se déplacer en direction du Sud de l'Europe (Italie, Grèce, Turquie, Croatie et Espagne), des Caraïbes (Jamaïque, Barbade, Cuba, République dominicaine), du Kenya en Afrique, de Bali en Indonésie et de Phuket en Thaïlande. Le Népal, les îles Fidji, l'Équateur, et le Costa Rica sont moins courus. Les Allemandes fréquentent plus volontiers Sosúa en République dominicaine, et la Grèce. Les Japonaises préfèrent Bali en Indonésie alors que les Canadiennes et les femmes des pays nordiques n'ont pas de préférence. Elles ne recherchent pas tant un compagnon, un guide touristique ou un danseur mais un « amant temporaire ». La majorité sont des femmes de la quarantaine à la recherche d'une aventure sexuelle.
La prostitution masculine est en pleine expansion en Inde où il a été recensé des cas de harcèlement par des gigolos.

### Montant du service
D'après le Journal of Homosexuality, moins de 5 % des prostitués en activité appartiendraient au groupe des escorts. Le prix du service est déterminé par l'offre et la demande, conditionnés par différents facteurs : l'âge, le physique, la position sexuelle, l'ethnie, la personnalité, le savoir-faire, le temps passé auprès du client, capacité à maintenir une érection, charme, pratique de différents fétichismes, réputation, etc.[réf. nécessaire] [réf. nécessaire]. La plupart sont des rentboys, c'est-à-dire des jeunes gens à la recherche d'une source d'argent complémentaire à des revenus plus ou moins importants. Dans ce cas, des prix de 75 € ou plus par heure travaillée sont exceptionnels.
Les prix des professionnels exerçant à plein temps sont habituellement plus élevés que ceux des débutants ou des prostitués occasionnels. À titre d'exemple, un homme jeune, physiquement très attrayant, travaillant à temps plein dans une grande ville des États-Unis demande, à l'heure actuelle, un tarif horaire de 150$ (110€), entre 80 et 120£ (de 90 à 130€) en Grande-Bretagne et sensiblement le même tarif à Paris. Les prix les plus élevés sont pratiqués à Manhattan, Los Angeles, Londres et Paris. Les tarifs des prostitués masculins américains sont habituellement beaucoup moins élevés que ceux pratiqués par leurs homologues féminins qui facturent, à Manhattan, 2 000 $ de l'heure à leurs clients avec un minimum de plusieurs heures.[réf. nécessaire]

### Risques
Dans toute forme de prostitution, le travailleur du sexe et son ou sa cliente doivent faire face à un certain nombre de risques :
- Médicaux : infection sexuellement transmissible, usage de drogue(s), abus sexuel(s) ;
- Juridiques : racolage, drogue, âge de consentement ;
- Culturels : rejet de la part des proches et des amis, dénigrements ou violences dans le cas de prostitution homosexuelle, perte de l'emploi ;
- Personnels : sentiment d'autodestruction, d'exploitation, de dévalorisation, de mener une « double vie » et perte de l'affectivité ;
- Agressions physiques ou verbales. Les études montrent que les agressions sur les prostitués sont moins fréquentes que celles perpétrées sur leurs homologues féminines. Les prostitués travaillant sur la voie publique et les jeunes recrues (particulièrement lorsqu'il s'agit d'adolescents) semblent avoir plus de risques d'être physiquement victimes de leurs clients[1].

Les adolescents et les fugueurs s'engageant dans la profession semblent plus particulièrement à risque.
Pour le client (désigné sous le nom de « john » dans les pays anglo-saxons) : risque de vol, de chantage ou d'agression physique. En fait, ce risque semble surévalué. Cette surévaluation est particulièrement vraie lorsque le client s'adresse à une agence connue et/ou que le prostitué a été bien noté par des clients antérieurs.
Le fait, pour un prostitué, de dérober de l'argent à son client ou de lui prendre de l'argent sans contrepartie, est parfois désigné aux États-Unis et en Grande-Bretagne par la locution rolling a John; par « rouler le client » en France.

### Jurisprudence
Les lupanars, quelle que soit la composition de l'équipe y travaillant (hommes ou femmes), sont légaux dans un certain nombre de pays (par exemple l'Australie où seul l'État de Tasmanie les réfute) alors que la prostitution sur la voie publique demeure souvent illégale. En France, la prostitution n'est pas interdite mais le racolage (même "passif") et le proxénétisme (donc les maisons closes) sont interdits. Aux États-Unis, les lupanars sont illégaux (sauf au Nevada) mais beaucoup de villes ne font pas respecter rigoureusement la législation par accord tacite avec les prostitué(e)s. Une grande partie des prostitués des deux sexes évite d'être arrêtée en ne pratiquant pas le racolage. Souvent, ils plaident que le paiement leur est dû en raison du temps passé et non pas pour un acte sexuel. Tout acte sexuel entre le/la prostitué(e) et son/sa client(e) est réputé spontané et consensuel selon la jurisprudence[réf. nécessaire].

### Critiques sociales
La différence d'âge, de statut social et/ou économique entre un prostitué et son client est à l'origine de critiques sociales acerbes,.
Les mêmes critiques peuvent être adressées aux relations amoureuses qui n'impliquent pas de prostitution mais que la société qualifie de « quasi » prostitution. Dans ce cas de figure, le membre le plus âgé portera dans les pays anglo-saxons, le nom de sugar daddy (lorsque l'homme est le plus âgé) ou de sugar momma (lorsque la femme est la plus âgée). Le plus jeune recevra l'appellation de kept boy ou de toy boy. Ces membres sont parfois désignés sous le vocable dad and son par la communauté homosexuelle (sans employer le mot d'inceste). Ce dédain de la société vis-à-vis de la disparité âge/statut social était moins prononcé dans certaines civilisations et à certaines périodes de l'histoire. L'approche sociale concernant la différence d'âge entre un prostitué et son client varie en fonction du sexe de ce dernier. S'agit-il d'un gigolo et de sa cliente plus âgée, la société la considère comme la marque du talent sexuel du prostitué alors que la même différence d'âge s'appliquant entre un jeune prostitué et un client plus âgé (fréquemment désigné comme un «Troll (gay slang) (en)), est considérée comme une exploitation[réf. nécessaire].

## Le prostitué dans la culture
La prostitution masculine est un thème littéraire et cinématographique fréquent en Occident à partir des années 1960. Particulièrement dans les livres et les films axés sur l'homosexualité où le prostitué peut devenir un personnage clé dépeint comme un être sexy mais au destin tragique (cf le film Mysterious Skin dans lequel un prostitué est molesté), une personne vivant un amour impossible ou encore un rebelle idéalisé. Bien que moins fréquent au cinéma et dans les romans, le prostitué dont la clientèle est exclusivement féminine (gigolo, escort) est un personnage généralement moins tragique que l'homosexuel. Des films comme American Gigolo ont beaucoup fait pour dépeindre le gigolo comme un amant raffiné et un séducteur (le film Gigolo malgré lui est une caricature satirique du personnage)[réf. nécessaire]. Le film My Own Private Idaho est axé sur l'amitié entre deux prostitués. Actuellement[Quand ?], le prostitué prête son concours, occasionnellement, dans le cadre d'une annonce touchant des chansons connues (par exemple sur des photos pour la promotion de groupes comme The Bravery, et Fall Out Boy) ainsi que pour des campagnes publicitaires et autres arts visuels.

## Points de vue féministes
Le sujet de la prostitution masculine semble avoir été négligé par les théoriciens du féminisme dans leurs études[réf. nécessaire]. Les travaux de Justin Gaffney et de Kate Beverley, menés sur les prostitués du centre de Londres, font la comparaison entre la population de prostitués exerçant au grand jour ou, au contraire, cachés et la position traditionnellement soumise de la femme dans une société patriarcale. Ils soutiennent que, comme ces dernières, la hiérarchisation des travailleurs du sexe fait que ces derniers occupent une position de subordonnés au sein de la société.
À l'opposé[pas clair], les adeptes de la pensée socialiste, dans la perspective d'une théorie critique du courant post-structurel ont conclu que, contrairement aux femmes, la structure sociale misogyne et hégémonique des prostitués les fait percevoir, par certains, dans un rôle de soumission. À partir d'une série d'entretiens, Douglas Langston trouve l'attitude des prostitués vis-à-vis des relations sexuelles « remarquablement misogyne » et la compare à celle des ouvrages apologétiques du christianisme de C. S. Lewis. Langston argumente que tous deux ont une remarquable similitude misogyne du point de vue de l'homoérotisme masculin et du fétichisme que représente la domination patriarcale ; en particulier sur des sujets vus, par d'autres membres de la société, comme assumant vraisemblablement moins des rôles de soumission.